# Raión de Lajdenpojia
El raión de Lajdenpojia (ruso: Лахденпо́хский район; carelio: Lahdenpohjan piiri) es un distrito administrativo y municipal (raión) de la república rusa de Carelia. Se ubica en la esquina suroccidental de la república, limitando al sur con la óblast de Leningrado y siendo fronterizo al oeste con Finlandia. Su capital es Lajdenpojia.
En 2019, el raión tenía una población de 12 642 habitantes.
El raión se ubica en la costa noroccidental del lago de Ládoga.

## Subdivisiones
Comprende la ciudad de Lajdenpojia y los asentamientos rurales de Kurkiyoki, Mínala, Jítola y Elisenvaara. Estas cinco entidades locales suman un total de 51 localidades.